# Кызылга (Аургазинский район)
Кызылга (баш. Ҡыҙылғы) — упразднённый населённый пункт (ныне — урочище) на территории Уршакского сельсовета Аургазинского района Башкортостана.
Находился на правом берегу Уршака в 2—2,5 км к югу от деревни Субхангулово.
В 1952 году относился к Уршакскому сельсовету Бузовьязовского района. На момент упразднения в 1964 году вместе с Уршакским сельсоветом относился к Кармаскалинскому району:
«В связи с переселением населения пос. Кызылга на постоянное жительство в населённый пункт Субхангулово исключить из учетных данных по административно-территориальному устройству Башкирской АССР как фактически несуществующий населённый пункт Кызылга Уршакского с/с Кармаскалинского района» («Указ Президиума Верховного Совета Башкирской АССР об исключении из учетных данных по административно-территориальному устройству Башкирской АССР населённого пункта Кызылга Уршакского с/с Кармаскалинского сельского района» от 30 мая 1964).